# CD 칼라오라
클럽 데포르티보 칼라오라(스페인어: Club Deportivo Calahorra)는 칼라오라를 연고지로 하고 있는 스페인의 축구 클럽이다. 1946년 창단되었다.

## 선수 명단

### 현역
참고: FIFA 자격 규정에 따라 소속된 국가대표팀 국기를 표시합니다. 선수는 복수의 FIFA 비회원국 국적을 가지고 있을 수 있습니다.
| 번호 | 포지션 | 국적 | 이름 |
| ---- | ------ | ---- | ---- |

| 번호 | 포지션 | 국적 | 이름      |
| ---- | ------ | ---- | --------- |
| 17   | MF     |      | 바바 시세 |